# Cyperus fuscus
Cyperus fuscus là loài thực vật có hoa trong họ Cói. Loài này được L. mô tả khoa học đầu tiên năm 1753.

## Hình ảnh

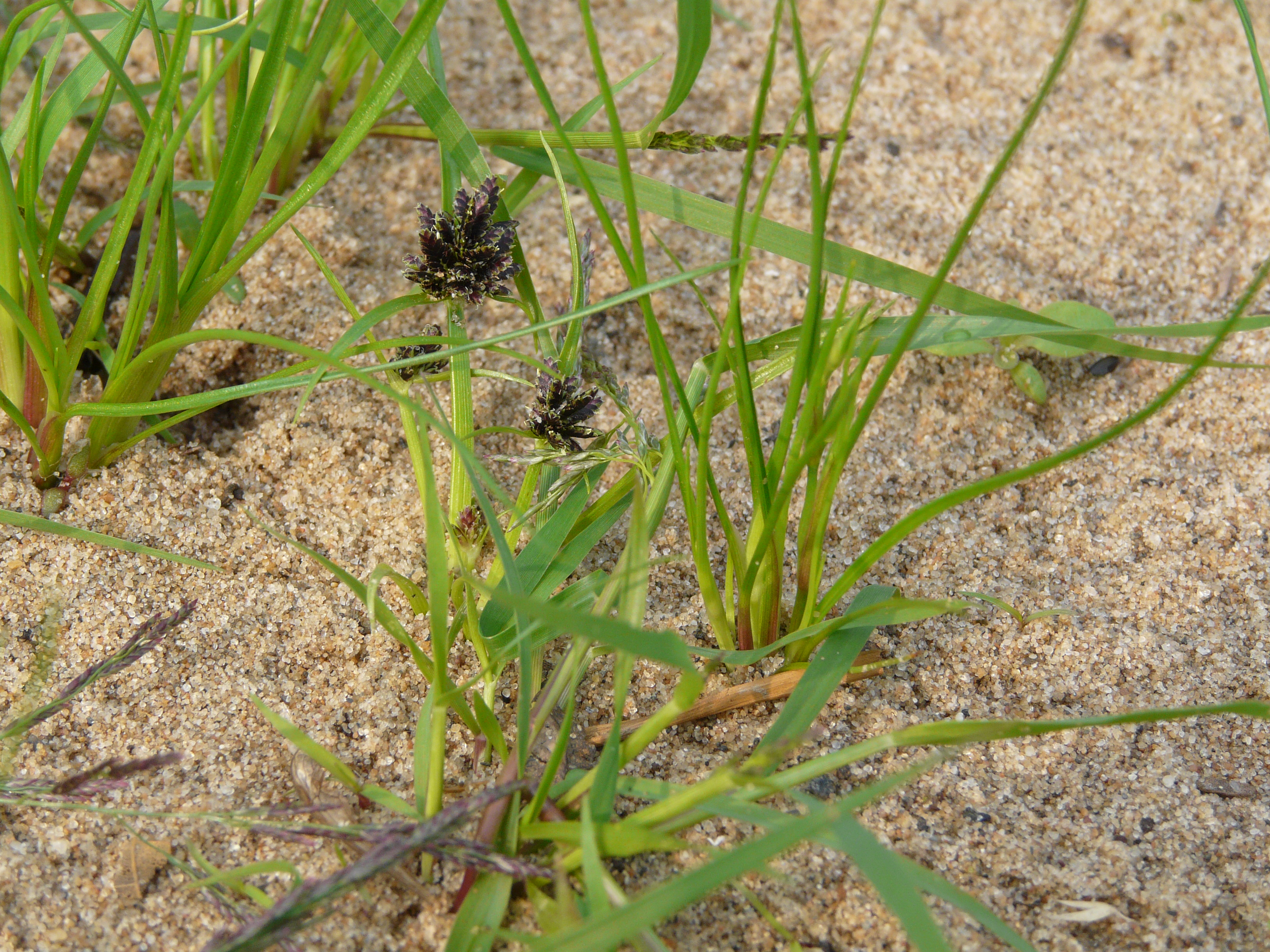
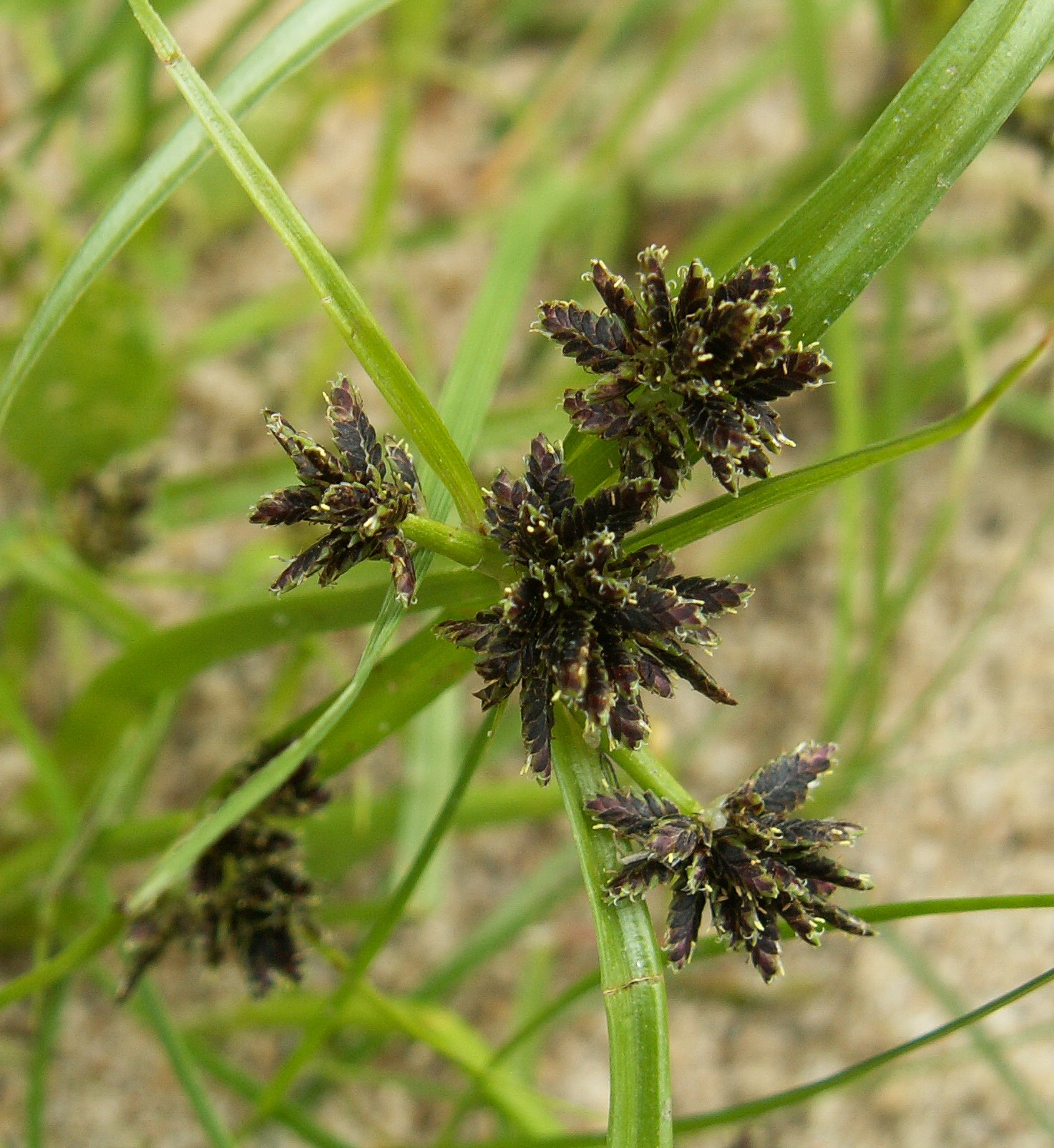
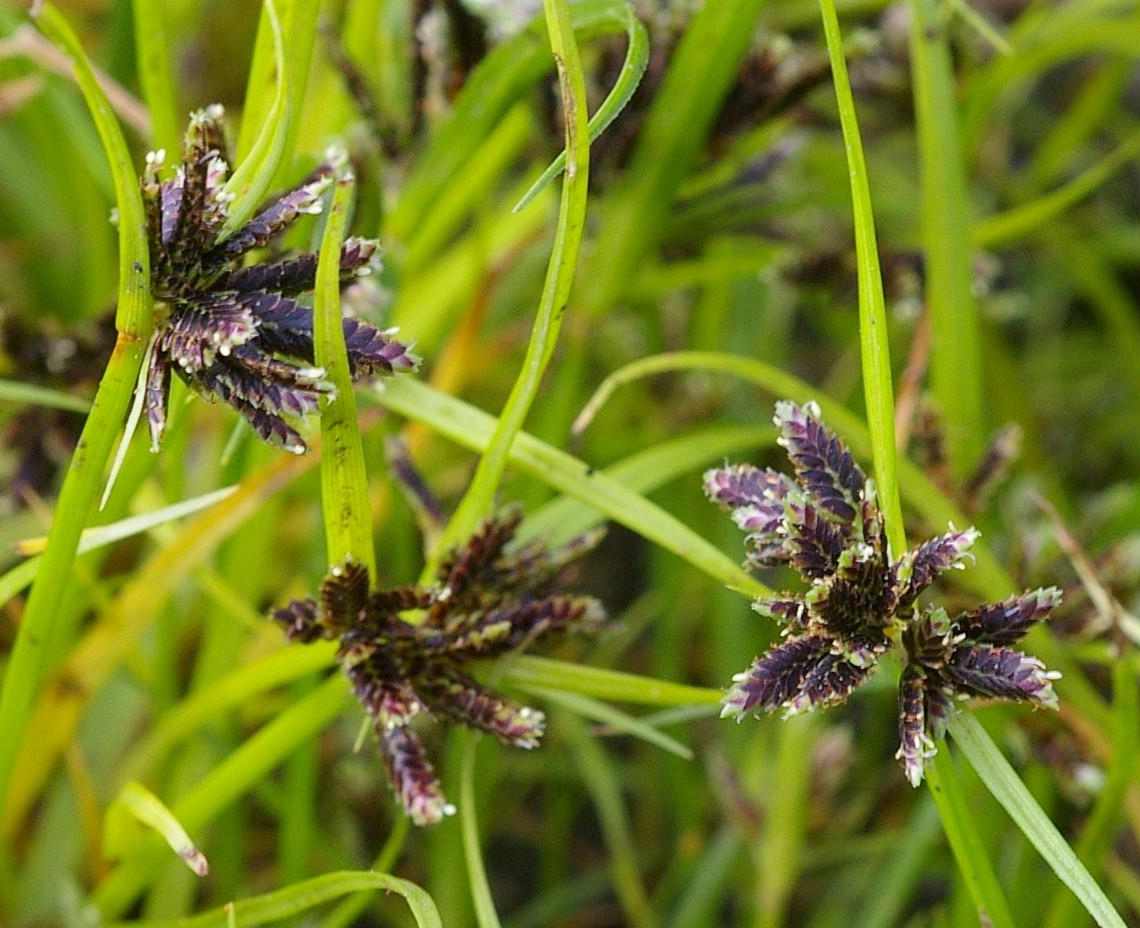
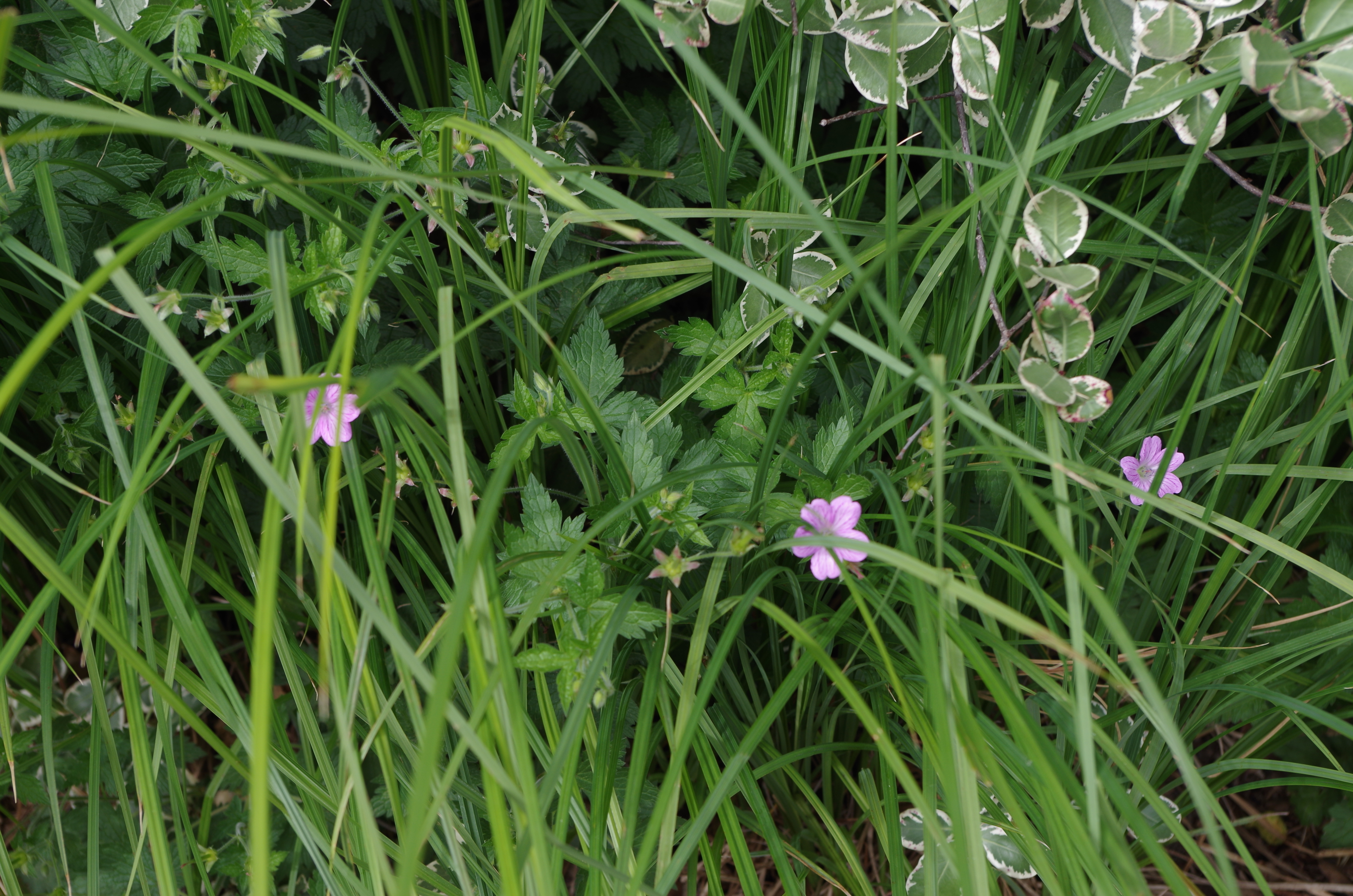